# 파이널 컷 스튜디오

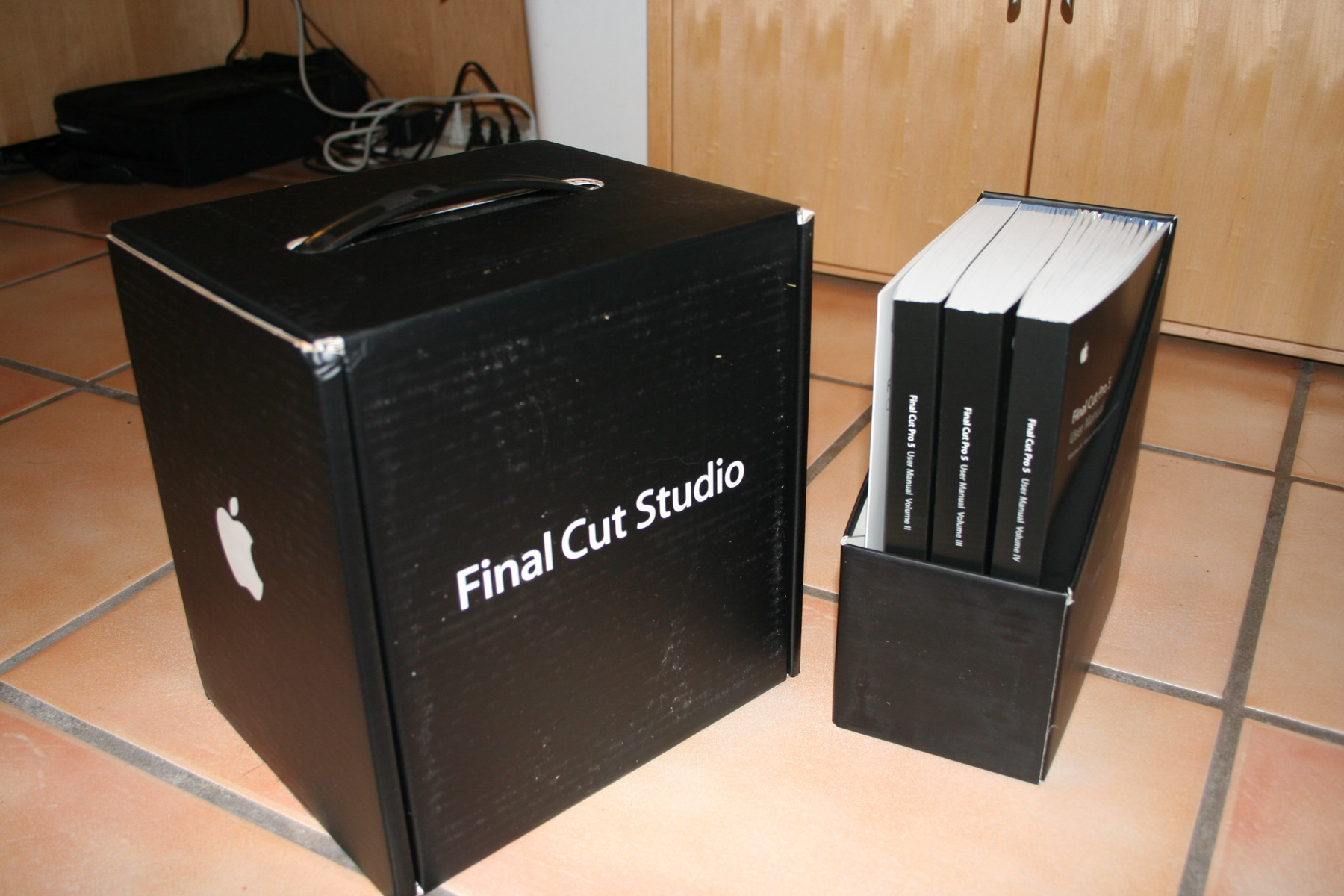
파이널 컷 스튜디오 포장상자.

파이널 컷 스튜디오(Final Cut Studio)는 애플이 만든, 영상·소리 제작을 위한 전문가용 소프트웨어 제품군이다. 맥 오에스 텐에서 작동한다. 레거시 박스 버전의 파이널 컷 스튜디오는 애플의 전화 판매를 통해서만 마지막으로 구매가 가능하므로 온라인이나 애플 스토어에서 구매가 불가능하다. 2017년 기준으로 파이널 컷 프로 7은 더 이상 macOS 하이시에라 이상에서 동작하지 않는다.

## 구성 요소
파이널 컷 스튜디오 3에는 6가지 주요 응용 프로그램이 들어 있으며, 기타 영상 편집용으로 여러 자잘한 응용 프로그램이 들어 있다. 주요 응용 프로그램은 다음과 같다:
- 파이널 컷 프로 7(Final Cut Pro 7) - "DV, SD, HD, 영화를 위한 실시간 편집기."
- 모션 4(Motion 4) - "실시간 모션 그래픽스 디자인 "
- 사운드트랙 프로 3(SoundTrack Pro 3) - "고급 오디오 편집 및 사운드 디자인"
- DVD 스튜디오 프로 4 (DVD Studio Pro 4) - 인코더, DVD 저작, 굽기.
- 컬러 1.5 (Color 1.5) - 실리콘 컬러 사의 파이널터치(FinalTouch)에서 유래한 컬러 그레이딩 응용 프로그램.
- 콤프레서 3 (Compressor 3) -  여러 종류의 포맷으로 프로젝트를 출력해 주는 비디오 인코딩 도구.

파이널 컷 스튜디오 3는 파워맥(G4와 G5)을 지원하지 않는다.
파이널 컷 스튜디오 2까지만 파워맥을 지원한다.
추가적인 응용 프로그램은 다음과 같다:
- 시네마 툴스 4.5 - 필름 프로세싱에 특화된 도구.
- 큐마스터 3 - 분산 처리(distributed processing) 도구.

## 역사
파이널 컷 스튜디오는 2005년 4월 전미국 방송협회 쇼에서 전시되었다. 파이널 컷 스튜디오는 프로덕션 스위트의 후속작이었으며, 모든 프로덕션 스위트 응용 프로그램의 후속 버전이 들어 있었다. 또한 파이널 컷 프로(Final Cut Pro)에 들어 있던 사운드트랙(SoundTrack)의 새로운 버전인 사운드트랙 프로(SoundTrack Pro)와 같은 새로운 프로그램도 들어 있었다. 2006년 1월, 애플은 각 주요 응용 프로그램 각각을 따로 구매하지 못하게 막기 시작했고, 사람들은 주요 응용 프로그램을 사용하려면 파이널 컷 스튜디오를 사야만 했다. 2006년 3월, 애플은 유니버설 바이너리 버전을 출시하였다. 이 때, 애플은 파이널 컷 프로의 버전 번호를 모든 제품군에 적용시켰다. 파이널 컷 스튜디오 5.1 버전으로 출시하였다.

### 발표 역사
| 발표 일자                          | 발표 제품 |
| NAB 1999년                         | 파이널 컷 프로 |
| 맥월드 콘퍼런스 앤드 엑스포 2001년 | DVD 스튜디오 프로 |
| 2001년 3월                         | 파이널 컷 프로 2 |
| 2001년 12월                        | 파이널 컷 프로 3 |
| 2002년 4월                         | 시네마 툴즈(Cinema Tools)                                                                                               |
| NAB 2002년                         | DVD 스튜디오 프로 1.5                                                                                                   |
| NAB 2003년                         | 파이널 컷 프로 4 , DVD 스튜디오 프로 2 , LiveType, 사운드트랙, 콤프레서                                                 |
| NAB 2004년                         | 파이널 컷 프로 HD , DVD 스튜디오 프로 3 , 모션 , LiveType 1.2, 사운드트랙 1.2, 콤프레서 1.2                             |
| 2004년 8월                         | 프로덕션 스위트(Production Suite)                                                                                       |
| NAB 2005년                         | 파이널 컷 스튜디오 : 파이널 컷 프로 5, DVD 스튜디오 프로 4, Motion 2, LiveType 2, Soundtrack Pro , 콤프레서 2           |
| 2006년 3월                         | 파이널 컷 스튜디오. 유니버설 바이너리 응용 프로그램으로 공개. .                                                         |
| 2007년                             | 파이널 컷 스튜디오 2 : 파이널 컷 프로 6, DVD 스튜디오 프로 4, 모션 3, 라이브타입 2, 사운드트랙 프로 2, 컬러, 콤프레서 3 |

## 마케팅
파이널 컷 스튜디오에는 영화, 모션 그래픽스, 오디오 후반 작업 도구가 한 제품군 안에 모두 들어 있어서, 하나의 작업 흐름에서 일을 처리할 때 쓰는 제품군으로 자리 잡고 있다. 일반 소비자를 대상으로 삼는 iLife 제품군과 같은 성격이다. 파이널 컷 프로에 해당하는 것은 iMovie이다. GarageBand 3는 로직(Logic)의 소비자(consumer)용 버전이다. iDVD는 DVD 스튜디오 프로의 컷-다운 버전이다. Motion과 마찬가지로, iMovie는 실시간으로 적용될 수 있는 코어 이미지 이펙트를 내장한다.

### 고선명 비디오
2005년도 맥월드 콘퍼런스 앤드 엑스포에서, 스티브 잡스 – 애플의 CEO –는 2005년을 "고선명 비디오의 해"로 선언하였다. 이 때까지만 해도, 파이널 컷 스튜디오의 HD 기능이 강조되었다. 조그마한 HD 로고가 각 스튜디오 응용 프로그램 포장 상자에 인쇄되었으며, 파이널 컷 스튜디오 포장상자에도 인쇄되었다.
파이널 컷 프로는 거의 모든 고선명 비디오 포맷(HDV, DVCPRO HD, AVCHD, 비압축 HD)을 지원한다. 사운드트랙 프로 및 모션도 이러한 포맷을 가져올 수 있다. 또한, 다양한 종류의 비디오를 외부 모니터 상에서 재생할 수 있다. DVD 스튜디오 프로는 HDDVD 1.0 스펙을 지원한다. DVD 스튜디오 프로 항목을 참고하라.

### 포장
각 응용 프로그램의 포장과 웹사이트들은 NAB 2005년도 쇼에서 보여줬던 데모 비디오와 일관성을 유지하고 있다. 이 비디오는 셰이크 4도 언급하고 있다. 이것은 하이엔드급의 디지털 합성 응용 프로그램이다. 파이널 컷 프로와는 연동되나 파이널 컷 스튜디오에는 들어 있지 않은 응용 프로그램이다.

### 사례 연구
파이널 컷 스튜디오 구성 요소를 마케팅하기 위해, 애플은 응용 프로그램의 실제 사용 예로서 사례 연구 문서 몇 건을 작성하였다. 파이널 컷 프로에 관해서는, 버님-머레이 프로덕션즈라는 프로덕션 사가 《리얼 월드》라는 제목의 리얼리티 텔레비전 쇼에서 이를 사용한 사례를 내세웠다. 사운드트랙 프로에 관해서는, 월터 머치를 사운드트랙 프로의 "옹호자"로서 내세웠다. – 그는 《콜드 마운틴 (영화) 》및 《대부》에서 작업하였던 영화 편집자이자 사운드 디자이너이다. 모션에 관하여서는, 애플은 메커니즘(Mekanism)의 사례를 들었다. 젊은 사람들로 하여금 투표하도록 권장하는 TV 스폿 광고를 예로 들었다. DVD 스튜디오 프로에 관하여서는, Relevant의 사례를 들었다. 이 응용 프로그램은 독특한 인터렉티브(interactive) 영화인 《백우즈 투 브룩클린》을 제작하는 데 쓰였다.

## 통합
응용 프로그램들은 한 제품군(suite) 안에 통합되어 있다. 사용자들은 한 개의 작업 흐름(workflow) 상에서 작업할 수 있다. 특히:
- 파이널 컷 프로 시퀀스는 사운드트랙 프로로 내보낼 수 있다.
- 파이널 컷 프로 시퀀스는 콤프레서로 내보낼 수 있다. 외부 포맷으로 인코딩할 수 있다.
- 파이널 컷 프로 시퀀스는 모션으로 내보낼 수 있다. 모션 그래픽스 오버레이를 입히기 위해서다. 아니면, 제목 오버레이에 특화된 응용 프로그램인 라이브타입으로 내보낼 수 있다.
- LiveType 프로젝트는 파이널 컷 프로에서 열 수 있다. "내보내기"를 먼저 하지 않아도 된다.
- 모션 프로젝트는 DVD 스튜디오 프로 메뉴에 추가할 수 있다. "내보내기"를 먼저 하지 않아도 된다.
- LiveType에서 만든 LiveFonts는 Motion에서 사용할 수 있다.

파이널 컷 프로 및 모션은 셰이크에 통합할 수 있다. 셰이크 또한 애플이 제작한 디지털 콤포징 패키지이다.

## 같이 보기
- Final Cut Pro X
- 비선형 영상 편집
- 파이널 컷 서버
- 파이널 컷 프로